# Stânca bazaltică de la Rupea
Stânca bazaltică de la Rupea (monument al naturii) este o arie protejată de interes național ce corespunde categoriei a III-a IUCN (rezervație naturală de tip geologic) situată în  județul Brașov, pe teritoriul administrativ al orașului Rupea.

## Localizare
Aria naturală se află în extremitatea estică a Podișului Hârtibaciului, în partea central-nordică a județului Brașov și cea nord-vestică a orașului Rupea, în imediata apropiere a drumului național DN13, care leagă municipiul Brașov de Sighișoara.

## Descriere
Rezervația naturală a fost declarată arie protejată prin Legea Nr.5 din 6 martie 2000, publicată în Monitorul Oficial al României, Nr.152 din 12 aprilie 2000 (privind aprobarea Planului de amenajare a teritoriului național - Secțiunea a III-a - zone protejate)
Aria naturală Stânca bazaltică de la Rupea se întinde pe o suprafață de 9 ha și reprezintă un relief colinar dezvoltat pe stânci de formațiuni bazaltice compacte, pe care se află Cetatea Rupea, unul din cele mai vechi vestigii arheologice ale României.